# Conus stupella
Conus stupella é uma espécie de gastrópode do gênero Conus, pertencente a família Conidae.